# Taeromys punicans
Taeromys punicans  (Miller & Hollister, 1921) è un roditore della famiglia dei Muridi endemico di Sulawesi.

## Descrizione

### Dimensioni
Roditore di medie dimensioni, con la lunghezza della testa e del corpo di 185 mm, la lunghezza della coda di 156 mm, la lunghezza del piede di 42 mm e la lunghezza delle orecchie di  mm.

### Aspetto
La pelliccia è corta. Le parti superiori sono castane o bruno-rossicce, cosparse di peli più lunghi con la punta nerastra, mentre le parti ventrali sono giallo-brunastre. Le zampe sono marroni. La coda è più corta della testa e del corpo, uniformemente bruno-nerastra e ricoperta finemente di peli.

## Biologia

### Comportamento
È una specie terricola.

## Distribuzione e habitat
Questa specie è conosciuta soltanto da due individui catturati nella parte centrale di Sulawesi e da frammenti fossili ritrovati nella parte sud-occidentale dell'isola.
Vive nelle foreste pluviali tropicali primarie sempreverdi di pianura.

## Conservazione
La IUCN Red List, considerata la mancanza di informazioni recenti sull'areale e lo stato della popolazione, classifica T.punicans come specie con dati insufficienti (DD).